# Ipaoides saaristoi
Ipaoides saaristoi Tanasevič, 2008 è un ragno appartenente alla famiglia Linyphiidae.
È l'unica specie nota del genere Ipaoides.

## Etimologia
Il nome del genere deriva dal genere Ipa con cui ha diversi caratteri in comune e dal suffisso greco -οὶδης, cioè -òides, che significa somigliante, simile a.
Il nome della specie è in onore dell'aracnologo russo Michael Ilmari Saaristo (1938-2008).

## Distribuzione
La specie è stata rinvenuta in Cina; nella città-prefettura di Kunming, nella regione dello Yunnan

## Tassonomia
Dal 2008 non sono stati esaminati esemplari, né sono state descritte sottospecie al 2012.